# Strangers in the Night
"Strangers in the Night" är en populär sång som blev känd när Frank Sinatra sjöng in den 1966.
Sången gick upp på förstaplatsen på Billboard Hot 100 i USA och blev likaså singeletta i Storbritannien. Den var titelspåret på Sinatras album Stangers in the Night som skulle bli hans stora försäljningssuccé. Inspelningen tilldelades två Grammys, årets inspelning och årets bästa manliga sånginsats.
Ett av låtens kännetecken är när Sinatra imiterar melodin igen med stavelserna "doo-be-doo-be-doo", medan låten fadeas till sitt slut. Det här inspirerade namnet till seriefiguren Scooby Doo.
Både Gunnar Wiklund och Lars Lönndahl spelade 1966 in låten som ”Tusen och en natt” med svensk text av Stikkan Andersson.

## Historia
Den engelska texten skrevs av Charles Singleton och Eddie Snyder. Musiken var från början komponerad av Bert Kaempfert. Musiken bearbetades och arrangerades av Bert Kaempfert för Sinatra; dock blev denna bearbetning tagen till domstol 1963 av kompositören Ralph Chicorel som påstod att melodin var kopierad från hans sång "You Are My Love". Fallet lades ner eftersom Kaempfert aldrig visade sig i domstolen vid rättegången. Chicorel fortsatte hävda att det inte har varit någon "rättvisa" än efter sångens succé och att fallet gav felaktiga beslut.

## Listplaceringar
| Lista (1966)   | Position              |
| -------------- | --------------------- |
| Australien     | 1                     |
| Danmark        | 6 (DR "Top 20")       |
| Finland        | 9                     |
| Frankrike      | 2                     |
| Irland         | 1                     |
| Kanada         | 3 (RPM)               |
| Nederländerna  | 3                     |
| Norge          | 5 (VG-lista)          |
| Nya Zeeland    | 6 (NZ Listner)        |
| Spanien        | 1                     |
| Storbritannien | 1 (UK Singles Chart)  |
| Sverige        | 12 (Kvällstoppen)     |
| USA            | 1 (Billboard Hot 100) |
| Västtyskland   | 1                     |
| Österrike      | 1                     |